# 皮塞克門

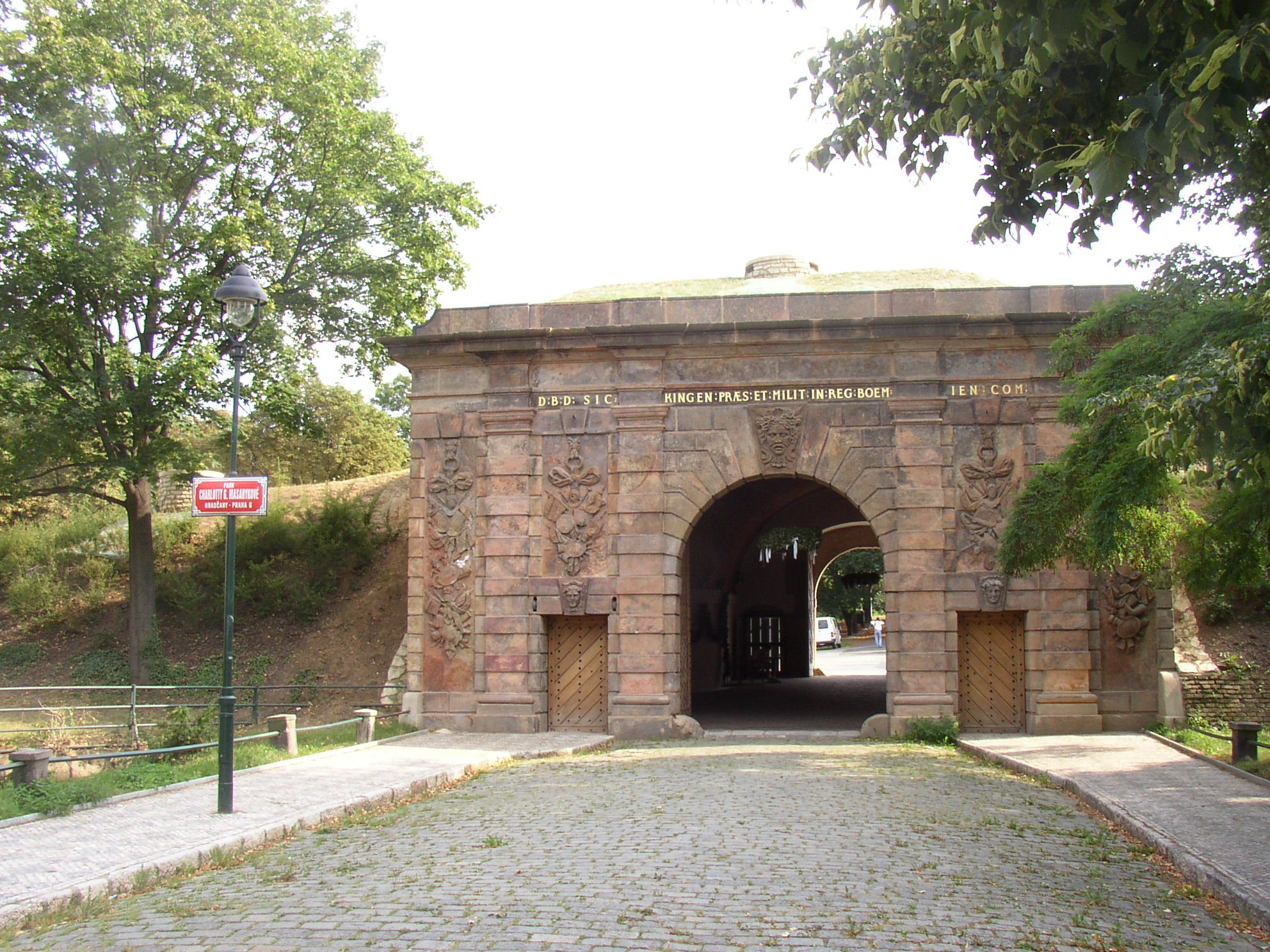

皮塞克門是捷克首都布拉格的舊城門之一。皮塞克門是布拉格的城門中唯一一座城門和其防禦系統均保存完好的城門。現在皮塞克門是一個咖啡館和畫廊。

## 外部連結
- Official website of the gate （页面存档备份，存于） （捷克文）